# Ivanhoe (film din 1982)
Ivanhoe (titlu original: Ivanhoe) este un film britanico-american istoric de dragoste din 1982 regizat de Douglas Camfield după un scenariu scris de John Gay. Este realizat pentru televiziune, fiind o adaptare a romanului cu același nume al lui Sir Walter Scott din 1819. Rolurile principale au fost interpretate de actorii Anthony Andrews ca Sir Wilfred de Ivanho, Sam Neill ca Sir Brian de Bois-Guilbert și Michael Hordern ca Lordul Cedric de Rotherwood.
Romanul a mai fost ecranizat în 1913 (de 2 ori), 1952 și 1983.

## Distribuție
- Anthony Andrews – Sir Wilfred de Ivanhoe, fiul lui Cedric
- Sam Neill – Sir Brian de Bois-Guilbert
- Michael Hordern – Lord Cedric de Rotherwood
- James Mason – Isaac of York, Jewish money-lender
- Olivia Hussey – Rebecca of York, Isaac's daughter
- Lysette Anthony – Lady Rowena, Cedric's ward
- Julian Glover – Richard Inimă de Leu, Cavalerul Negru
- Ronald Pickup – Prințul Ioan Plantagenet, fratele lui Richard și uzurpatorul tronului
- John Rhys-Davies – Sir Reginald Front-de-Boeuf
- Stuart Wilson – Sir Maurice de Bracy
- George Innes – Wamba (fiul lui Witless), bufonul lui Cedric
- David Robb – Robert de Locksley, Robin Hood
- Tony Haygarth – călugărul Tuck
- Michael Gothard – Sir Athelstane de Coningsburgh
- Philip Locke – Lucas de Beaumanoir, Marele Maestru al Cavalerilor Templieri
- Timothy Morand – Companion al prințului Ioan
- Kevin Stoney – Fitzurse, consilierul prințului Ioan
- Dean Harris – Phillippe
- John Hallam – Herald
- Kenneth Gilbert – Marshall
- Debbie Farrington – Alicia
- Stewart Bevan – Edward, membru al Ordinul Cavalerilor Templieri.
- Geoffrey Beevers – Beaslin (ca Geoffrey Veevers)
- John Forgeham – Locotenentul lui Front-de-Boeuf
- Chloe Franks – Companion
- Robert Russell – Leader
- Derek Lyons – scutier